# YUZU ARENA TOUR 2022 SEES -ALWAYS with you-
『YUZU ARENA TOUR 2022 SEES -ALWAYS with you-』（ゆずアリーナツアー2022シーズ オールウェイズウィズユー）は、ゆずの通算6作目のライブ・アルバム。2022年9月17日にセーニャ・アンド・カンパニーから配信限定で発売された。

## 概要
2022年8月に開催された「YUZU ARENA TOUR 2022 SEES -ALWAYS with you-」の模様が収録されたライブアルバム。次作『YUZU ARENA TOUR 2022 PEOPLE -ALWAYS with you-』と2ヶ月連続での配信リリースとなる。ゆずのアルバムが配信限定で発表されるのは初。ライブアルバムとしては2019年にゆずOfficial Store限定で発売された『ゆずのみ〜拍手喝祭〜 日替わり全曲集+1』以来となる。
音源は8月14日のさいたまスーパーアリーナ公演の模様を収録しており、6月発売の17thアルバム『SEES』の内容を軸に、3月発売の16thアルバム『PEOPLE』収録曲や、「栄光の架橋」「タッタ」などのヒット曲、滅多にライブで披露されない「アゲイン」など全20曲を収録。公演から約1ヶ月でのリリースとなる。

## 収録曲
- 作詞・作曲者は各リンク先を参照されたい。

1. Overture~PEOPLE to SEES~(LIVE)
2. 君を想う(LIVE)
3. ストーリー(LIVE)
4. ゆめまぼろし(LIVE)
5. イセザキ(LIVE)
6. AOZORA(YZ ver.)(LIVE)
7. アゲイン(LIVE)
8. タッタ(LIVE)
9. 明日の君と(LIVE)
10. あの手この手(LIVE)
11. 栄光の架橋(LIVE)
12. 奇々怪界-KIKIKAIKAI-(LIVE)
13. LAND(LIVE)
14. 夢の地図(LIVE)
15. NATSUMONOGATARI〜桜木町メドレー(LIVE)
16. センチメンタル(LIVE)
17. T.W.L［Y.Z ver.］(LIVE)
18. 夏色(LIVE)
19. RAKUEN(LIVE)
20. ALWAYS with you(LIVE)
16thアルバム『PEOPLE』収録曲「ALWAYS」と35thシングル「with you」がミックスされた組曲。2022年12月23日放送の『ミュージックステーションスーパーライブ』にてテレビ初披露。